# Epicoccus acaciae
Epicoccus acaciae är en insektsart som först beskrevs av William Miles Maskell 1897.  Epicoccus acaciae ingår i släktet Epicoccus och familjen ullsköldlöss. Inga underarter finns listade i Catalogue of Life.